# Idun
Idun, tudi Idunn, Iduna, Idunna, Ithun, Ithunn ali Ydun je bila v nordijski mitologiji boginja čuvarka zlatih jabolk večne mladosti in Bragijeva žena.